# Ernesto Viso
Ernesto José "E.J." Viso Lossada (Caracas, 19 de março de 1985) é um automobilista venezuelano.
Ele disputou em 2005 e 2006 a GP2 Series, e serviu de terceiro piloto para a Spyker MF1 Racing na Fórmula 1 em 2006. Atualmente está na Fórmula Indy.

## Carreira

### Início
Nascido em Caracas, Viso passou seu começo de carreira na Europa e na America.Ele estudou na Rolling Hills Preparatory School, na Califórnia. A carreira de Viso começou em karting em 1993, onde permaneceu até 2001, quando passou para a Barber Pro Series, tornando-se campeão com confiança. Ele também correu no Campeonato Italiano de Fórmula Renault de inverno em 1993, passando para Fórmula Renault britânica em 2002. Em 2002, ele também participou de  uma corrida da Fórmula Renault 2.0 Eurocup , e no final do ano na Fórmula 3 britânica de inverno.
Em 2003 passou para a Fórmula 3 britânica, onde ele competiu na Classe B e sagrou-se campeão depois de uma colisão controversa com seu principal rival durante a corrida final da temporada. Ele então passou para a classe principal em 2004, competindo parte da temporada pela equipe de P1, suas performances atrairam a atenção da equipe Durango F3000 que o contratou para o restante da temporada.

### GP2
Em 2005, ele correu na temporada inaugural da GP2 Series pela equipe BCN Competicion, ao lado de Hiroki Yoshimoto. Em 2006, novamente ele correu na GP2 Series pela equipe iSport . Ele ganhou a corrida de San Marino  e o GP da Espanha . Ele também pilotou o terceiro carro da Spyker MF1 Team nas sessões de treinos de sexta-feira do Grande Prêmio do Brasil 
Antes do grande premio da França de 2007, foi confirmado que Ernesto Viso substituiria Sérgio Jimenez, devido ao baixo desempenho desse último  na Racing Engineering. sua corrida terminou na primeira volta, após uma terrivel batida com Michael Ammermüller e Kazuki Nakajima. Na colisão, seu carro capotou sobre as barreiras da pista com uma velocidade imensa, despedaçando uma placa publicitária e por pouco não acertando uma ponte (por sorte, a batida na placa salvou-o de bater na ponte e sofrer lesões provavelmente bem mais graves), deixando-o apenas com uma concussão grave e dolorosa no braço. Esse acidente foi muito similar ao do piloto Marco Campos ocorrido na mesma pista em 1995, e que levou Campos à morte.Campos morreu por conta de um traumatismo craniano grave depois de bater a cabeça na barreira de concreto. Viso ficou a alguns centímetros de sofrer o mesmo destino. Na rodada britânica, ele foi substituído por Filipe Albuquerque. Viso participou da corrida seguinte, mas foi depois substituido por Marcos Martinez.

### IndyCar Series

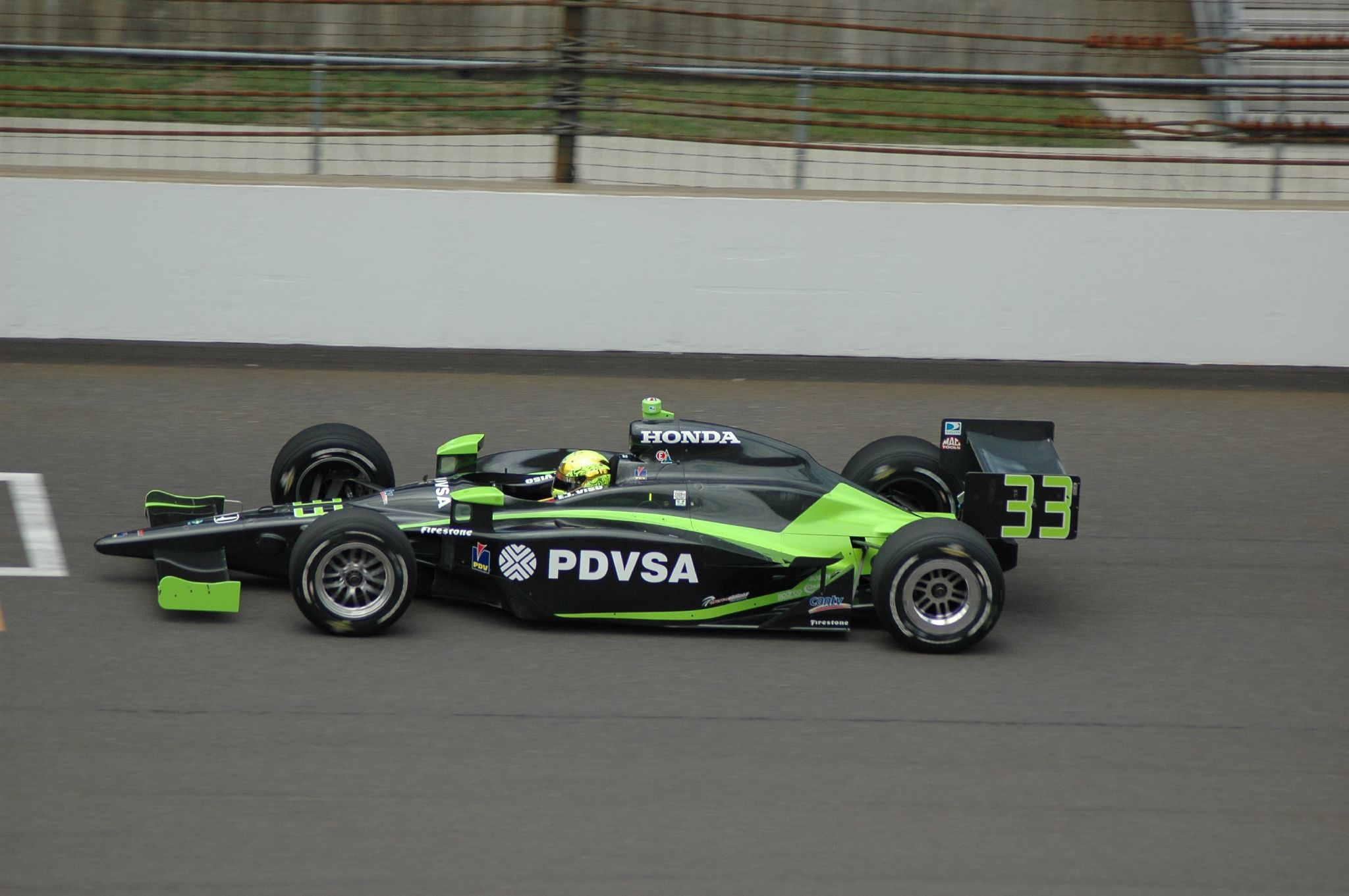
Carro de Ernesto Viso na IndyCar Series em 2008.

Viso competiu na recém-unificada IndyCar Series na temporada de 2008 pela  HVM Racing. Ele fez sua primeira corrida da competição na primeira corrida oval de sua carreira, em 29 de março. Em sua segunda corrida, em São Petersburgo, teve um excelente desempenho, terminando no quarto lugar. Em Milwaukee, ele terminou a corrida em oitavo lugar. Logo após a corrida de Watkins Glen (na qual ele terminou em décimo lugar, mas forçou Vitor Meira a sair da pista, fazendo Meira entrar de volta na pista para enfrentar Viso na volta seguinte). ele foi diagnosticado com Caxumba, sendo  forçado a não competir  na corrida seguinte. Viso terminou a temporada de 2008 na 18° posição geral da competição, assinando um contrato para pilotar pela HVM em 2009 , em 21 de fevereiro de 2010, a KV Racing confirmou que Viso iria pilotar o carro N° 8 da equipe por toda temporada de 2010 .
Para a Temporada da IndyCarde 2011, Viso permaneceu na KV Racing. Nessa temporada, ele mostrou jogadas de velocidade, principalmente no Brasil, onde ele disputava a vitória. Ele permaneceu como um dos pilotos mais propensos a acidentes em série, o que levou a perguntas sobre seu lugar em 2012.[carece de fontes?] Viso terminou em 18° lugar na temporada da IZOD IndyCar Series com a força  de 4 corridas entre os 10 primeiros colocados, com sua melhor colocação sendo um sétimo lugar na segunda corrida da temporada, no Texas.
Em 2013 Viso continuou na IndyCar Series pela equipe Andretti Autosport, no carro N° 5 patrocinado pela companhia petrolífera PDVSA, conseguindo um  excelente 4° lugar em Milwaukee e terminando a temporada na 15° da competição. Antes do final da temporada em Fontana, Viso foi substituído na última hora por Carlos Munoz, alegando estar doente e não poder viajar. Sua ausencia repentina tornou-se curiosa, no entanto, por delarações feitas por ele durante a semana após o surgimento de uma investigação na Venezuela, alegando que vários pilotos venezuelanos que participam de várias corridas teriam cometido fraudes e eram envolvidos no comércio ilegal de moeda. Viso  postou uma carta em sua conta no Twitter, na qual ele declarava o seu apoio ao governo venezuelano e declarou apoio a qualquer investigação.
A partir de março de 2014, Viso nao se dedicava mais em tempo integral às corridas da IndyCar Series.

### Stadium Super Trucks
Em 2014, Viso estreou na temporada da Stadium Super Trucks na etapa de Long Beach, California terminando em 2° lugar após uma ultima disputa lado-a-lado com o fundador da etapa, Robby Gordon. Em 30 de maio desse  mesmo ano, Viso conseguiu sua primeira vitória em uma SST naquela que foi  apenas sua segunda aparição na etapa de  Belle Isle, onde terminou em primeiro lugar, na frente de Robby Gordon após  uma última e agitada disputa lado-a-lado. Viso também conquistou sua segunda vitória um dia depois ,vencendo o piloto de 16 anos Scotty Steele. Viso levou todos os três eventos de 1 de junho em Detroit, e venceu a corrida em Coronado. O venezuelano terminou em 5° lugar na classificação final da temporada.

## Estatísticas

### Tabela completa de resultados na Fórmula 3000 Internacional
(corridas em  negrito indicam pole position; corridas em italico indicam volta mais rápida.)
| Ano  | Participante  | 1   | 2   | 3   | 4   | 5     | 6      | 7     | 8     | 9      | 10    | DC  | Pontos |
| ---- | ------------- | --- | --- | --- | --- | ----- | ------ | ----- | ----- | ------ | ----- | --- | ------ |
| 2004 | Durango Corse | IMO | CAT | MON | NUR | MAG 8 | SIL 11 | HOC 7 | HUN 6 | SPA 10 | MNZ 8 | 12° | 7      |

### Tabela completa de resultados na GP2 Series
(corridas em  negrito indicam pole position; corridas em italico indicam volta mais rápida.)
| Ano  | Participantes           | 1          | 2           | 3           | 4           | 5           | 6           | 7           | 8          | 9           | 10          | 11         | 12          | 13          | 14        | 15          | 16         | 17         | 18          | 19          | 20          | 21         | 22        | 23        | DC  | Pontos |
| ---- | ----------------------- | ---------- | ----------- | ----------- | ----------- | ----------- | ----------- | ----------- | ---------- | ----------- | ----------- | ---------- | ----------- | ----------- | --------- | ----------- | ---------- | ---------- | ----------- | ----------- | ----------- | ---------- | --------- | --------- | --- | ------ |
| 2005 | Ocean Racing Technology | SMR FEA 10 | SMR SPR DNS | ESP FEA Ret | ESP SPR Ret | MON FEA DSQ | EUR FEA Ret | EUR SPR 11  | FRA FEA 11 | FRA SPR 8   | GBR FEA 15  | GBR SPR 13 | GER FEA DSQ | GER SPR 12  | HUN FEA 6 | HUN SPR Ret | TUR FEA 14 | TUR SPR 12 | ITA FEA Ret | ITA SPR Ret | BEL FEA 2   | BEL SPR 3  | BAR FEA 8 | BAR SPR 2 | 11° | 21     |
| 2006 | iSport International    | VAL FEA 8  | VAL SPR 2   | SMR FEA 6   | SMR SPR 1   | EUR FEA 6   | EUR SPR 11  | ESP FEA 8   | ESP SPR 1  | MON FEA Ret | GBR FEA Ret | GBR SPR 8  | FRA FEA 10  | FRA SPR Ret | GER FEA 5 | GER SPR 4   | HUN FEA 4  | HUN SPR 4  | TUR FEA Ret | TUR SPR 13  | ITA FEA Ret | ITA SPR 10 |           |           | 6°  | 42     |
| 2007 | Racing Engineering      | BAR FEA    | BAR SPR     | ESP FEA     | ESP SPR     | MON FEA     | FRA FEA Ret | FRA SPR DNS | GBR FEA    | GBR SPR     | EUR FEA 14  | EUR SPR 8  | HUN FEA     | HUN SPR     | TUR FEA   | TUR SPR     | ITA FEA    | ITA SPR    | BEL FEA     | BEL SPR     | VAL FEA     | VAL SPR    |           |           | 29° | 0      |

### Tabela completa de estatisticas na fórmula 1
| Ano  | Participantes   | Carro       | Motor     | 1   | 2   | 3   | 4   | 5   | 6   | 7   | 8   | 9   | 10  | 11  | 12  | 13  | 14  | 15  | 16  | 17  | 18     | WDC | Pontos |
| ---- | --------------- | ----------- | --------- | --- | --- | --- | --- | --- | --- | --- | --- | --- | --- | --- | --- | --- | --- | --- | --- | --- | ------ | --- | ------ |
| 2006 | Spyker MF1 Team | Midland M16 | Toyota V8 | BAR | MAL | AUS | SMR | EUR | ESP | MON | GBR | CAN | EUA | FRA | ALE | HUN | TUR | ITA | CHN | JAP | BRA TD | –   | –      |

### Resultados em corridas americanas de monopostos

#### IndyCar Series
| Ano  | Equipe               | Carro      | Motor        | 1      | 2      | 3        | 4       | 5       | 6       | 7      | 8      | 9      | 10     | 11     | 12       | 13     | 14     | 15     | 16     | 17     | 18     | 19     | Rank | Pontos |
| ---- | -------------------- | ---------- | ------------ | ------ | ------ | -------- | ------- | ------- | ------- | ------ | ------ | ------ | ------ | ------ | -------- | ------ | ------ | ------ | ------ | ------ | ------ | ------ | ---- | ------ |
| 2008 | HVM Racing           | Dallara    | Honda        | HMS 17 | STP 4  | MOT1 DNP |         | KAN 14  | INDI 26 | MIL 8  | TXS 14 | IOW 13 | RIR 10 | WGL 10 | NSH3 Wth | MDO 22 | EDM 15 | KTY 13 | SNM 6  | DET 24 | CHI 23 | SRF2 6 | 18th | 286    |
| 2008 | HVM Racing           | Panoz DP01 | Cosworth XFE |        |        |          | LBH1 9  |         |         |        |        |        |        |        |          |        |        |        |        |        |        |        | 18th | 286    |
| 2009 | HVM Racing           | Dallara    | Honda        | STP 17 | LBH 23 | KAN 21   | INDI 24 | MIL 18  | TXS 24  | IOW 20 | RIR 12 | WGL 7  | TOR 13 | EDM 12 | KTY 15   | MDO 15 | SNM 22 | CHI 17 | MOT 15 | HMS 16 |        |        | 18°  | 248    |
| 2010 | KV Racing Technology | Dallara    | Honda        | SAO 12 | STP 17 | ALA 16   | LBH 15  | KAN 27  | INDI 25 | TXS 11 | IOW 3  | WGL 11 | TOR 19 | EDM 8  | MDO 26   | SNM 19 | CHI 27 | KTY 26 | MOT 15 | HMS 19 |        |        | 17th | 262    |
| 2011 | KV Racing Technology | Dallara    | Honda        | STP 19 | ALA 23 | LBH 25   | SAO 13  | INDI 32 | TXS 7   | TXS 10 | MIL 20 | IOW 17 | TOR 9  | EDM 20 | MDO 15   | NHM 12 | SNM 9  | BAL 15 | MOT 21 | KTY 23 | LVS4 C |        | 18°  | 241    |

1 Feita no mesmo dia.
2 Sem pontos em jogo, corrida. de exibição
3 Retirado da corrida após contrato mumps
4 A Las Vegas Indy 300 foi cancelada apósDan Wheldon morrer devido aos ferimentos a sofridos durante uma batida de 15 carros  na volta  11.
5 Não participou da corrida devido a ter ficado doente após comer ostras estragadas. Substituido por Carlos Muñoz.
| Anos | Equipes | Corridas | Poles | Vitórias | Podios (Sem vitória) | Top 10 (Sem podio) | Indianapolis 500 vitórias | Campeonatos |
| ---- | ------- | -------- | ----- | -------- | -------------------- | ------------------ | ------------------------- | ----------- |
| 6    | 3       | 99       | 0     | 0        | 1                    | 23                 | 0                         | 0           |

#### Indianapolis 500
| Ano  | Carro   | Motor     | Largada | Final | Equipe                         |
| ---- | ------- | --------- | ------- | ----- | ------------------------------ |
| 2008 | Dallara | Honda     | 26      | 26    | HVM Racing                     |
| 2009 | Dallara | Honda     | 29      | 24    | HVM Racing                     |
| 2010 | Dallara | Honda     | 19      | 25    | KV Racing Technology           |
| 2011 | Dallara | Honda     | 18      | 32    | KV Racing Technology           |
| 2012 | Dallara | Chevrolet | 9       | 18    | KV Racing Technology           |
| 2013 | Dallara | Chevrolet | 4       | 18    | Andretti Autosport/ HVM Racing |